# Дубовик Максим Миколайович
Максим Миколайович Дубовик (рос. Максим Николаевич Дубовик; нар. 17 квітня 1973) — радянський та російський футболіст, півзахисник та нападник.

## Життєпис
Вихованець владивостоцького футболу. 1990 року дебютував за місцевий «Промінь». У сезоні 1992 року став одним із лідерів команди. У вище вказаному сезоні «Промінь» вперше завоював путівку до Вищої ліги, а сам 19-річний Максим став найкращим бомбардиром команди, забив 9 м'ячів. 1996 року разом із групою гравців виставлений на трансфер, після чого й залишив рідний клуб. З того часу грав за різні команди Другого дивізіону. 2001 року повернувся до «Променя», де через рік завершив кар'єру. З 2002 року виступав за аматорські колективи Владивостока.
У Вищій лізі провів 21 матч.

## Досягнення
- Перший дивізіон Росії
  -  Чемпіон (1): 1992

- Другий дивізіон Росії
  -  Срібний призер (1): 1997 (зона «Схід»)
  -  Бронзовий призер (1): 2000 (зона «Центр»)

Автор першого голу «Промінь-Енергії» у російській історії. 16 травня 1992 року в матчі з «Амуром» приніс перемогу «Проміню», відзначився голом на 81-й хвилині.